# Cratere Alexey Tolstoy
Alexey Tolstoy  è un cratere sulla superficie di Marte, intitolato nel 1982 allo scrittore russo Aleksej Nikolaevič Tolstoj.